# Idle Repeat Request
Idle Repeat Request (IRQ) bezeichnet in verteilten Systemen ein Protokoll, mit dem Datenblöcke von einem Sender zu einem Empfänger geschickt werden können.
Jeder gesendete Datenblock muss mit einer Bestätigung (ACK) quittiert werden. Beim Idle Repeat Request Protokoll wartet der Sender nach Abschicken eines Datenpakets so lange, bis der Empfänger eine ACK-Meldung zurückschickt. Damit ein Sender nach Verlorengehen eines Datenpakets nicht unendlich lange wartet, wird eine Timeout-Zeit eingeführt, welche den Zweck hat, dass der Sender nach einer bestimmten Zeit das Datenpaket erneut sendet, falls er das ACK nicht erhalten hat. Um Duplikate beim Empfänger zu vermeiden, werden die Datenblöcke nummeriert.